# William T. Riker
William T. Riker, nome completo William Thomas Riker, soprannominato Numero Uno e chiamato affettuosamente da Deanna Troi Imzadi, è un personaggio immaginario dell'universo fantascientifico di Star Trek. Apparso per la prima volta nella serie televisiva Star Trek: The Next Generation, compare in seguito anche in altre serie del franchise, quali: Star Trek: Voyager, Star Trek: Enterprise, Star Trek: Picard e Star Trek: Lower Decks, oltre che nei quattro film con protagonista l'equipaggio di Star Trek: The Next Generation.
Il suo duplicato Thomas Riker appare per la prima volta nella serie Star Trek: The Next Generation e anche nella serie Star Trek: Deep Space Nine. È il primo ufficiale dell'astronave USS Enterprise D e successivamente dell'astronave USS Enterprise E, divenendo in seguito capitano della USS Titan. Il capitano Jean-Luc Picard è solito chiamarlo "Numero Uno" o, raramente, Will.

Il suo numero di matricola nella Flotta Stellare è SC 231/427.
È interpretato dall'attore Jonathan Frakes (anche regista di alcuni episodi e di due film della serie, Primo contatto e Star Trek - L'insurrezione. Nella serie viene chiamato Will dagli amici, mentre quelli che non hanno familiarità con lui lo chiamano a volte Bill.

## Caratteristiche del personaggio
Oltre ad essere un uomo di bell'aspetto, Riker si presenta subito come un Primo Ufficiale competente, dotato di forte senso del dovere, coraggio e spavalderia. Il suo carattere affabile è in netto contrasto con quello del capitano Picard, molto più serio, solitario e pragmatico. Malgrado queste differenze, il rapporto fra Riker e Picard è piuttosto equilibrato: i due sono legati non solo dalla responsabilità verso la nave, ma anche da un profondo rispetto e fiducia reciproca, si ammirano a vicenda per le rispettive qualità e si sostengono in più occasioni. Riker accetta la saggezza e la prudenza dell'esperto Capitano, e allo stesso tempo Picard non disdegna l'entusiasmo e la prontezza del suo Primo Ufficiale, anzi non esita a rivolgersi a lui per chiedere consiglio su come interagire con il pubblico. Non è insolito che Picard deleghi al suo ufficiale esecutivo compiti come accogliere, intrattenere gli ospiti a bordo e partecipare a incontri formali.
Carismatico, socievole e di indole bonaria, fin da subito Riker intreccia con i membri dell'equipaggio dell'Enterprise un rapporto di amicizia diverso da quello stretto da Picard il quale, in quanto Capitano dell'astronave, mantiene per tutta la serie un rapporto maggiormente distaccato con l'equipaggio.
Alcuni lati della personalità e il carattere di William Riker sono ispirate a quelle del capitano James T. Kirk (così come alcuni aspetti del carattere di Picard richiamano quelli del capitano Christopher Pike). Il suo personaggio fu ideato allo scopo di affiancare un alter ego più giovane e dinamico a Picard: infatti, mentre quest'ultimo impersona un Capitano di mezza età di grande esperienza, saggio e incline alla diplomazia, Riker è invece un uomo d'azione. Esattamente come Kirk, ha la grinta e il fascino dell'ufficiale in carriera, ha una buona parlantina, è un amante del rischio, della buona compagnia ed è un seduttore: non di rado si intrattiene con belle donne, sia di razza umana che aliena, e ha brevi flirt con colleghe a bordo dell'astronave (tra cui anche Ro Laren).
Riguardo al rapporto tra William e Deanna Troi, già dal primo episodio è evidente che hanno avuto una relazione tempo prima, e che essa è finita bruscamente, ma paiono averlo superato e sono ora legati da una sincera amicizia di tipo platonico, che sussisterà per tutta la durata della serie. Ciononostante, talvolta fra i due si intuiscono dei sentimenti più profondi: sia William che Deanna hanno un reciproco istinto protettivo che manifestano quando uno dei due è in difficoltà o gravemente ferito, a bordo trascorrono molto tempo insieme e sono piuttosto intimi, e infine per ragioni diverse vi sono occasioni in cui sembrano riavvicinarsi. Inoltre William lascia trasparire nervosismo e gelosia quando Deanna frequenta o si innamora di altri uomini. 
William pratica diversi sport, fra cui lo sci, l'alpinismo e il gioco di Parrises Squares (insegnatogli dal padre); fra le sue passioni vi è la pesca sportiva, attività che gli ricorda la sua infanzia in Alaska e che svolge regolarmente sul ponte ologrammi. Oltre a questo è un discreto trombonista e predilige suonare brani jazz. 
È anche un abile giocatore di poker: organizza di frequente partite insieme agli altri ufficiali anziani, in cui quasi sempre ha la meglio grazie ai suoi bluff che ingannano persino il comandante Data (il quale essendo un androide gioca in modo matematico avvalendosi del calcolo delle probabilità) e da cadetto si era distinto per aver battuto a tale gioco i suoi superiori.
Quando è in licenza, Riker è solito concedersi rilassanti soggiorni su Risa, un pianeta paradisiaco noto per la sua ospitalità e rinomato luogo di villeggiatura e piacere.

## Storia del personaggio

### Primi anni
William Riker è nato a Valdez in Alaska, pianeta Terra, nell'anno 2335, da Kyle Riker e da Elizabeth, detta Betty C., morta quando William aveva 2 anni.. Nel 2350, all'età di 15 anni, il padre lo abbandona. William prova risentimento verso suo padre e non parlerà con lui fino al 2365, quindici anni dopo.
A 18 anni entra nell'Accademia della Flotta Stellare nel 2353 e si diploma quattro anni dopo, nel 2357, all'età di 22 anni. Una delle sue prime assegnazioni è sull'astronave USS Potëmkin (classe Excelsior) che lo porta a svolgere una missione sul pianeta Betazed. Qui conosce Deanna Troi, con la quale ha una relazione. 
Nel 2358 viene assegnato come timoniere sulla Pegasus, ai comandi del capitano Eric Pressmann. La Pegasus era un'astronave prototipo dotata di un sistema di occultamento sperimentale che le permetteva di attraversare la materia. Quando a bordo scoppiò un ammutinamento, Riker si schierò dalla parte del capitano Pressman e per questo motivo scampò alla morte (il resto dell'equipaggio morì e la nave rimase dispersa per dodici anni).
Serve in seguito come tenente e tenente comandante sulla USS Hood. Riker viene assegnato due volte sulla Hood; durante il secondo periodo (2361-2364)  effettua un teletrasporto di emergenza da un pianeta, durante il quale si è accidentalmente creata una copia esatta di Riker, che è rimasta sul pianeta. Nello stesso periodo, assorbito dai nuovi incarichi e dalla sua carriera in ascesa, tronca il rapporto con Deanna (decisione di cui si pentirà in seguito).
Sette anni dopo il diploma, all'età di 29 anni, Riker richiede di essere trasferito sulla USS Enterprise (NCC-1701-D), l'astronave ammiraglia della Federazione.

### The Next Generation
Sull'Enterprise (NCC-1701-D) a partire dal 2364 Riker svolge la mansione di Primo Ufficiale agli ordini del capitano Jean-Luc Picard per tutta la serie The Next Generation e anche nel periodo successivo, rimanendovi per quasi quindici anni. A seguito di questo incarico la rapida carriera di Riker subisce una battuta di arresto: benché gli venga offerto per diverse volte nel corso degli anni il comando di altre navi astrali, egli rifiuta la promozione e decide di rimanere sull'Enterprise come secondo, preferendo di gran lunga proseguire la sua esperienza a bordo dell'ammiraglia della flotta.
Nel 2366, durante la prima crisi con i Borg, quando il capitano Picard viene assimilato, viene promosso sul campo al grado di capitano e assume il comando dell'Enterprise fino al recupero di Picard, quando rinuncia al grado (e al comando di un'altra nave) per continuare ad essere il suo ufficiale esecutivo.
A bordo dell'Enterprise, Riker scopre l'esistenza di un suo "duplicato" e riesce a trarlo in salvo dal pianeta che su cui era intrappolato. Il duplicato continua la sua carriera nella Federazione con il nome di Thomas Riker, anche se successivamente si arruola nelle file dei Maquis.

### Film
Dopo la distruzione della USS Enterprise D nel 2371, Riker viene riassegnato come Primo Ufficiale all'Enterprise E, sempre sotto il comando del capitano Picard.
Nel 2379, a 44 anni, Riker finalmente accetta la promozione a capitano e l'assegnazione a un'astronave diversa dall'Enterprise, la USS Titan. Nello stesso anno sposa Deanna Troi.

### Picard
Nel 2399, a 64 anni, Riker si è stabilito insieme a Deanna Troi sul pianeta Nepenthe assieme alla loro figlia Kestra, pur rimanendo un capitano formalmente attivo all'interno della Flotta Stellare. Nello stesso anno, accetta un incarico temporaneo per fronteggiare la crisi dei synth.
Nel 2401 Riker aiuterà Picard nell'attacco alla Federazione dei Cambianti mutati.

### Altre apparizioni
Nell'episodio Diritto di morte della serie Star Trek: Voyager, William viene chiamato da Q per testimoniare a un processo contro un altro Q (Quinn), che vorrebbe diventare mortale.
Nell'episodio finale di Enterprise, Federazione prossima frontiera, vi è un cross-over con l'episodio della settima stagione di Star Trek: The Next Generation La Pegasus nel quale Riker, in preda a dubbi sul dover obbedire o meno a certi ordini immorali di un ufficiale superiore, esplora e studia la riproduzione sul ponte ologrammi dell'Enterprise D l'ultima missione del capitano Archer sull'Enterprise NX-01; durante l'episodio è presente come comparsa anche il consigliere dell'Enterprise D Deanna Troi e come apparizione, sotto forma di voce, il tenente comandante Data.
William Riker appare in alcuni episodi della serie animata Star Trek: Lower Decks, in cui figura come capitano dell'astronave USS Titan, cui viene trasferito il guardiamarina Brad Boimler (uno dei protagonisti della serie) il quale, a causa di un malfunzionamento del teletrasporto, verrà duplicato similmente a quanto già accaduto allo stesso Riker.

## Famiglia
- Kyle Riker, interpretato da Mitchell Ryan (Star Trek: The Next Generation, stagione 2).
È il padre di William Riker.
- Betty C. Riker.
È la madre di Riker.
- Deanna Troi, interpretata da Marina Sirtis (Star Trek: The Next Generation, Star Trek: Enterprise, Star Trek: Picard, Star Trek: Lower Decks, Generazioni, Primo contatto, Star Trek - L'insurrezione, Star Trek - La nemesi).
William Riker e Deanna Troi hanno avuto una relazione durante la missione di Riker su Betazed, ma i due non si erano più visti da quando Riker prese servizio a bordo della USS Potëmkin.[1] Successivamente si ritroveranno a lavorare assieme a bordo dell'Enterprise D. In seguito agli avvenimenti vissuti in Star Trek - L'insurrezione, i due si riavvicineranno, finendo per sposarsi, trasferendosi sul pianeta Nepenthe. Riker e Deanna avranno due figli, Thaddeus, che però morirà in giovane età, e Kestra.
- Thaddeus Troi-Riker.
È il primogenito di William e Deanna, deceduto in giovane età.
- Kestra Troi-Riker, interpretata da Lulu Wilson (Star Trek: Picard, stagione 1).
È la seconda figlia di William e Deanna, il cui nome deriva dalla sorella di Deanna, morta in giovane età.
- Thomas Riker, interpretato da Jonathan Frakes (Star Trek: The Next Generation, Star Trek: Deep Space Nine).
Duplicato generato dal malfunzionamento del teletrasporto su Nervala IV, decide di utilizzare il secondo nome Thomas in modo da distinguersi dal "fratello". Secondo ufficiale della USS Potëmkin, dopo il recupero prosegue per un breve periodo la sua carriera nella Federazione, ma in seguito si unisce alle forze ribelli Maquis e le aiuta a rubare l'astronave USS Defiant dalla base spaziale Deep Space Nine, spacciandosi per William. Il capitano Benjamin Sisko allora consente ai Cardassiani di catturare la Defiant, a condizione che l'astronave venga restituita alla Federazione e che Thomas Riker non sia giustiziato.[3] Thomas Riker è presumibilmente vivo, ma di lui si sono perse le tracce a seguito della sconfitta dei Cardassiani da parte del Dominio.

## Interpreti

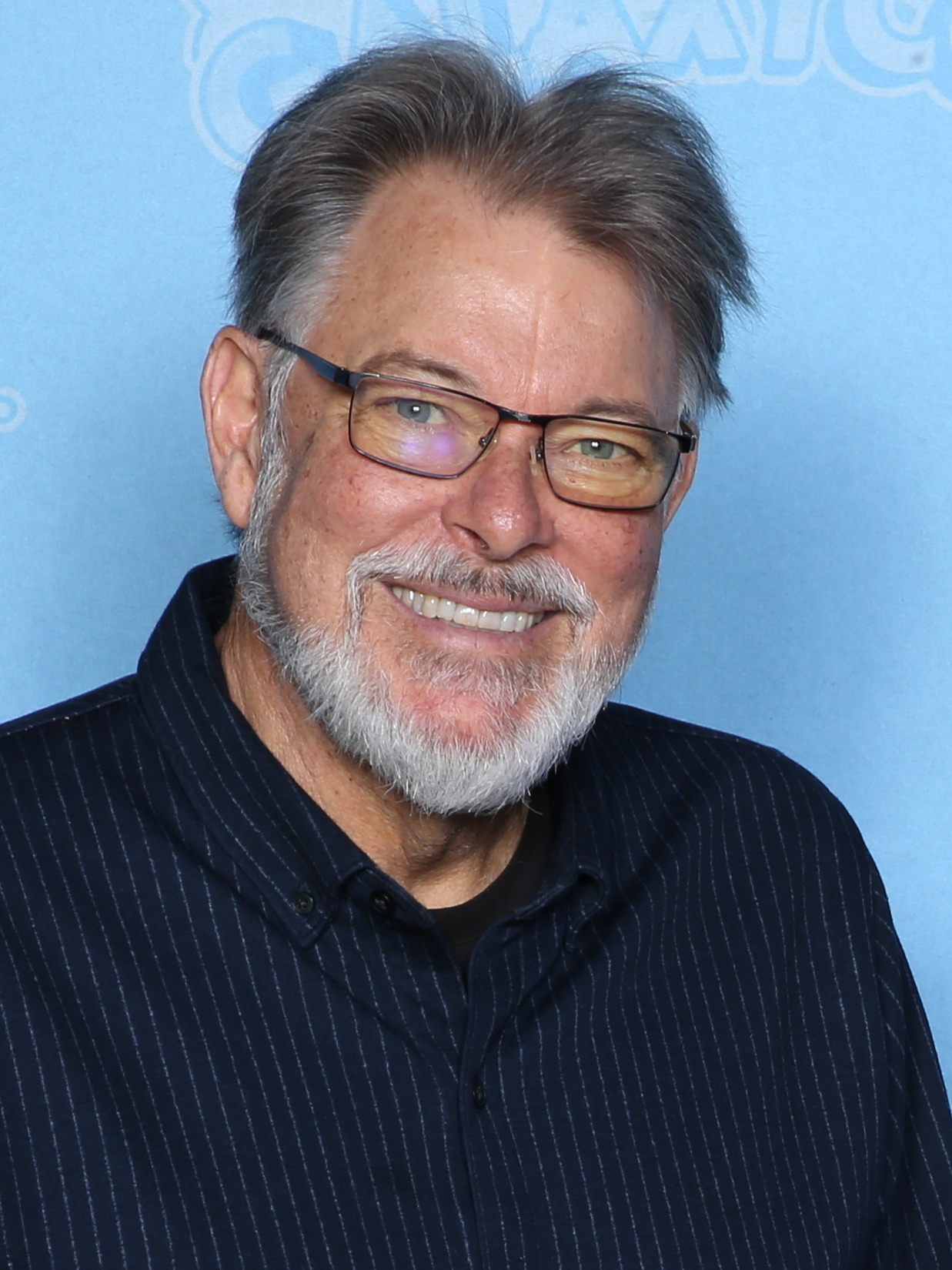
Jonathan Frakes, interprete di William T. Riker

In tutte le sue apparizioni come William o Thomas Riker, sia televisive che cinematografiche, è interpretato da Jonathan Frakes, doppiato in italiano da Sergio Di Stefano nella serie Star Trek: The Next Generation, nella sua apparizione in Star Trek: Enterprise e nei film del franchise, mentre è doppiato da Giorgio Locuratolo in Star Trek: Voyager, Star Trek: Picard e Star Trek: Lower Decks.

## Merchandising
- Nel 1988 la Galoob ha commercializzato alcune action figure da 3½" raffiguranti i personaggi principali di The Next Generation nella divisa tipo A, compreso Riker.[11]

## Filmografia

### Cinema
- Generazioni (Star Trek: The Next Generation), regia di David Carson (1994)
- Primo contatto (Star Trek: First Contact), regia di Jonathan Frakes (1996)
- Star Trek: The Experience - The Klingon Encounter, regia di Mario Kamberg e David de Vos - cortometraggio (1998)
- Star Trek - L'insurrezione (Star Trek: Insurrection), regia di Jonathan Frakes (1998)
- Star Trek - La nemesi (Star Trek: Nemesis), regia di Stuart Baird (2002)

### Televisione
- Star Trek: The Next Generation - serie TV, 176 episodi (1987-1994)
- Star Trek: Deep Space Nine - serie TV, episodio 3x09 (1994) - come Thomas Riker
- Star Trek: Voyager - serie TV, episodio 2x18 (1999)
- Star Trek: Enterprise - serie TV, episodio 4x22 (2005)
- I Griffin - serie animata, episodio 4x11 (2005)
- Star Trek: Lower Decks - serie animata, episodi 1x10-2x01-2x02 (2020-2021)
- Star Trek: Picard - serie TV, 12 episodi (2020-2023)
- Star Trek: Very Short Treks, regia di Aaron Hawkins - miniserie TV, puntate 3, 4, 5 (2023)

### Pubblicità
- The Vision (1993) - per Boole and Babbage Inc.

## Videogiochi
- Star Trek the Next Generation Interactive VHS Board Game (1993)
- Star Trek: The Next Generation Interactive Technical Manual (1994)
- Star Trek: The Next Generation - A Final Unity (1995)
- Generations (1997)
- Star Trek Online (2010)
- Family Guy: The Quest for Stuff (2014)
- Star Trek Fleet Command (2018)
- Star Trek Timelines (2020)